# Spatelmuscheln
Die Spatelmuscheln (Thraciidae) sind eine Biologie der Muscheln. Die ältesten Vertreter der Familie sind aus dem Jura bekannt.

## Merkmale
Die ungleichklappigen Gehäuse sind mittelgroß. Sie sind im Umriss eiförmig bis länglich-eiförmig, der Hinterrand klafft. Das Hinterende ist oft mehr oder weniger ausgeprägt schnabelartig verlängert, oder abgestutzt. Die Wirbel sind opisthogyr, orthogyr oder prosogyr. Die rechte Klappe ist größer und stärker gewölbt als die linke Klappe und überragt diese meist. Dadurch sitzt der Wirbel der linken Klappe in einer Höhlung des Wirbels der rechten Klappe. Das innere Ligament sitzt auf einem löffelförmigen Fortsatz (Lithodesma) direkt unter den Wirbeln. Oft ist auch noch ein kleines externes Ligament vorhanden; es kann auch fehlen. Schlosszähne fehlen. Die Mantelbucht ist meist breit und tief. Die zwei Schließmuskel sind in etwa gleich groß, aber variabel im Umriss. Die Siphonen sind getrennt und meist lang. Der Fuß ist groß und besitzt keinen Byssus (mehr).
Die Schale ist dünn und aragonitisch. Die äußere Schalenlage ist granular-prismatisch oder säulig-prismatisch, die innere Lage meist homogen oder dendritisch-prismatisch. Sie bilden keine Perlmuttschicht. Die Ornamentierung besteht aus randparallelen, oft etwas unregelmäßigen Linien, die auch gekörnelt sein können, oder die Oberfläche ist nahezu glatt.

## Geographische Verbreitung und Lebensraum
Die Familie ist weltweit verbreitet. Der Schwerpunkt der Diversität liegt allerdings in den gemäßigten und kühleren Meeren. Die Tiere leben tief bis flach eingegraben in einer Röhre im Sediment oder liegen auf dem Sediment.

## Taxonomie
Das Taxon wurde 1870 von Ferdinand Stoliczka aufgestellt. MolluscaBase weist der Familie folgende Gattungen zu:
- Familie Spatelmuscheln (Thraciidae)
  - Asthenothaerus Carpenter, 1864
  - Barythaerus Marshall, 2002
  - Bushia Dall, 1886
  - Cetothrax Iredale, 1949
  - Cyathodonta Conrad, 1849
  - Lampeia MacGinitie, 1959
  - Parvithracia Finlay, 1926
  - Pelopina M. Huber, 2010
  - Phragmorisma Tate, 1894
  - Pseudocyathodonta Coan, 1990
  - Skoglundia Coan, 1990
  - Thracia Blainville, 1824
    - Aufgeblasene Spatelmuschel (Thracia convexa (W. Wood, 1815))
    - Thracia distorta (Montagu, 1803)
    - Thracia gracilis Jeffreys, 1865
    - Thracia myopsis Møller, 1842
    - Weiße Bohne (Thracia phaseolina (Lamarck, 1818))
    - Lange Spatelmuschel (Thracia pubescens (Pulteney, 1799))
    - Granulierte Spatelmuschel (Thracia villosiuscula (MacGillivray, 1827))

  - Thracidentula Garrard, 1961
  - Thracidora Iredale, 1924
  - Thraciopsis Tate & May, 1900
  - Trigonothracia Yamamoto & Habe, 1959

## Belege